# 韓国の政党
韓国の政党（かんこくのせいとう）では、大韓民国における政党の特徴（政党制）について説明していく。個々の政党について調べたい場合は「韓国の政党一覧」を参照。

## 沿革
韓国における政党制度は1948年の建国以来、複数政党制に基づいたものであるが、離合集散が激しく、その体制は目まぐるしく変遷してきた。

### 権威主義政権時代
権威主義政権時代（1948年〜1988年）においては平和的政権交代が保障されず、政権を掌握した権力者が政権維持の手段として与党を創党し、権力者が失脚すると与党も解党されるパターンが繰り返されてきた。それに対し野党勢力は、解放直後に保守系民族主義者らが結成した韓国民主党（韓民党）の潮流を、一定の範囲内で受け継ぐ勢力が第一野党の立場を維持し続けた。その結果、政党体制は政府党 と保守野党が政治体制の民主化を巡って対立する二大政党制の構図となったが、行政機構と一体化した政府党が常に優勢で、野党は劣勢に立たされることが多かった（一党優位型のヘゲモニー政党制）。
| 政党名     | 年             | 概要                                     |
| ---------- | -------------- | ---------------------------------------- |
| 自由党     | 1952年〜1960年 | 第一共和国（李承晩政権）与党             |
| 民主共和党 | 1963年〜1980年 | 第三共和国・第四共和国（朴正煕政権）与党 |
| 民主正義党 | 1981年〜1990年 | 第五共和国（全斗煥政権）与党             |
| 政党名     | 年             | 概要                                                              |
| ---------- | -------------- | ----------------------------------------------------------------- |
| 韓国民主党 | 1945年〜1950年 | 保守系民族主義者によって結成。                                    |
| 民主国民党 | 1950年〜1955年 | 韓民党から党名を改称。                                            |
| 民主党     | 1955年〜1961年 | 民国党と自由党の一部議員が合流して結成。第二共和国時代は与党      |
| 民政党     | 1963年〜1965年 | 民主党旧派が主体となって結成。                                    |
| 民衆党     | 1965年〜1967年 | 民政党と民主党が統合                                              |
| 新民党     | 1967年〜1980年 | 民衆党と新韓党が統合                                              |
| 民主韓国党 | 1981年〜1988年 | 旧新民党内の対政府穏健派議員が結成。                              |
| 新韓民主党 | 1985年〜1988年 | 政治活動を解禁された旧新民党政治家が結成。                        |
| 統一民主党 | 1987年〜1990年 | 新民党を離党した上道洞[注釈 3]・東橋洞系[注釈 4] の政治家が結成。 |

### 「民主化」以後
1987年6月、最高潮に達した民主化闘争によって大統領直選制を軸とした民主化が実現した。民主化実現をめぐる対立軸の消滅で権威主義政権時代における政府党と野党による両党制は、特定地域に排他的支持基盤を有する三金（金泳三・金大中・金鍾泌）に代表される政治指導者を中心とした地域色が強い政党による多党制へと変化した。
初の大統領選挙において野党（統一民主党）は両金（金泳三・金大中）の候補者一本化に失敗、金大中が新党（平和民主党）を結成したことで分裂した。そして第三・四共和国時代における与党（民主共和党）の有力政治家で大統領選に出馬した金鍾泌も新党（新民主共和党）を結成した。この結果、権威主義体制時代における両党体制は、三金が結成した政党に全斗煥与党である民正党を加えた四党制（穏健な多党制）に再編された。
その後、1990年の三党合同（民正党・民主党・共和党）で発足した民主自由党（民自党）の流れを汲み嶺南地方（慶尚道）を支持基盤とする嶺南政党（現・国民の力）と金大中が結成した平民党の流れを汲み湖南地方（全羅道）を絶対的支持基盤とする湖南政党（現・共に民主党）の両党に、民自党と袂を分かった金鍾泌が忠清道を支持基盤として95年に結成した自民連の流れを汲む忠清道政党を加えた三党制に再編された。2000年総選挙以降、忠清道政党が没落し嶺南を基盤とする保守政党に吸収された結果、湖南を絶対的支持基盤とする進歩政党と保守政党による二大政党制の様相が強く、直近の2020年と2024年の総選挙での地域区における当選者は二大政党で殆ど占める結果となった。
国会議員選挙では、各政党がそれぞれの地盤で支持を固め、地域主義の影響力が比較的弱い首都圏において保守政党と進歩政党が多数派を競い合う構図となっている。この構図は大統領選挙でも同様で、保守政党と進歩政党以外の政党から出馬している大統領候補は当選可能性が高い有力候補とはみなされていない。ちなみに1997年大統領選挙において野党国民会議の金大中候補が与党ハンナラ党の李会昌候補に勝利し、韓国憲政史上初めて与野党間での平和的政権交代が実現したが、この時は自民連との選挙協力（湖南+忠清道）、ハンナラ党の予備選挙で敗北した李仁済がハンナラ党を脱党して出馬したことが、勝利に大きく貢献 している。

## 「民主化」以後における政党の変遷
ここでは韓国政治における主要な政治勢力（政党）である保守・改革・進歩 の変遷について解説する。なおこの場合、「改革」とは中道を指し、「進歩」は左派を意味している。

### 保守政党
第五共和国（全斗煥政権）から第六共和国（盧泰愚政権）への平和的政権移譲で盧泰愚政権与党となった民主正義党は、1990年に野党である統一民主党や新民主共和党（総裁：金鍾泌）と合同して民自党となり、離合集散を経て、現在は「国民の力」となっている。
民主自由党はその後、離合集散を経てハンナラ党となったが、1997年大統領選挙で金大中候補が当選したことで野党に転じた。金大中・盧武鉉政権時代（1998年〜2008年）における最大野党となったハンナラ党は、2007年大統領選挙で李明博を当選させて与党に返り咲いた後、2012年2月にセヌリ党に党名改称。2012年大統領選挙でも朴槿恵が当選した事で引き続き与党の座を維持した。
民主自由党に合流した金鍾泌は1995年に自由民主連合（自民連）を結成、1998年に発足した金大中政権では与党となったが党勢は衰退した。自民連はその後、国民中心党を経て、自由先進党、先進統一党（統一党）に改編された。2012年11月、セヌリ党と統一党が合併したことで、保守勢力はセヌリ党に一本化された。
セヌリ党はその後、2016年10月に表面化した崔順実ゲート事件をきっかけに党内対立が激化、12月に朴槿恵大統領に対する弾劾訴追が国会で可決された際に造反した非主流派が離党して新党（改革保守新党→正しい政党）の結成を決定した事で分裂。2017年2月に党名を「自由韓国党」に改称 した後、2020年2月に「新しい保守党」等と合同して未来統合党へと再編、同年9月に党名を「国民の力」に改称した。2022年の大統領選挙では尹錫悦を擁立、共に民主党が擁立した李在明を抑えて勝利し、5年ぶりに与党となった。しかし、2024年12月の非常戒厳令で尹が弾劾罷免された事により、2025年6月に行われた大統領選挙では金文洙を擁立したが、民主党が擁立した李在明に敗北、下野した
| 主な 支持基盤 | 党名       | 年             | 概要 |
| ------------- | ---------- | -------------- | --- |
| 慶尚道        | 民主正義党 | 1981年〜1990年 | 盧泰愚政権前半期の与党 |
| 慶尚道        | 民主自由党 | 1990年〜1995年 | 民正党・民主党・共和党が合同。 |
| 慶尚道        | 新韓国党   | 1995年〜1997年 | 民主自由党から党名変更 |
| 慶尚道        | ハンナラ党 | 1997年〜2012年 | 新韓国党と統合民主党が合同して結成。                                                                                              |
| 慶尚道        | セヌリ党   | 2012年〜2020年 | ハンナラ党から党名改称。2012年10月に先進統一党を吸収合併。2017年2月に党名を「自由韓国党」に変更。                                 |
| 慶尚道        | 正しい政党 | 2017年〜2018年 | 朴槿恵大統領と距離を置くセヌリ党非主流派議員によって結成。2018年2月に国民の党の一部と統合して「正しい未来党」を結成。             |
| 慶尚道        | 国民の力   | 2020年〜       | セヌリ党を前身とする自由韓国党の他、新しい保守党など中道保守の諸政党が合同して結成。2020年9月までは「未来統合党」を名乗っていた。 |
| 主な 支持基盤 | 党名         | 年             | 概要 |
| ------------- | ------------ | -------------- | --- |
| 忠清道        | 新民主共和党 | 1987年〜1990年 | 金鍾泌が結成。1990年に民主自由党へ合流。                                                                        |
| 忠清道        | 自由民主連合 | 1995年〜2006年 | 民主自由党を離党した金鍾泌が結成、旧・統一国民党[注釈 7] の勢力も吸収                                           |
| 忠清道        | 国民中心党   | 2006年〜2008年 | 沈大平忠清南道元知事が結成。旧・自民連の一部議員が合流。                                                        |
| 忠清道        | 自由先進党   | 2008年〜2012年 | 李会昌ハンナラ党元総裁が結成。国民中心党が合流。2012年5月に先進統一党へ党名改称。同年11月にセヌリ党へ吸収合併。 |

### 改革政党
民主化後最初の大統領選挙を契機に統一民主党（金泳三総裁）と平和民主党（金大中総裁）に分裂した野党勢力は、前者が与党（民主自由党）に合流したことで後者に一本化された。その後平民党は群小政党の統合など再編を経て、1995年に結成された新政治国民会議（国民会議）へと続き、現在は「共に民主党」となっている。
1998年に発足した金大中政権の与党となった国民会議は新千年民主党（民主党）に改編された後、2003年2月に発足した盧武鉉政権の与党となったが、新主流派（親盧派）が「開かれたウリ党」（ウリ党）を結成したことで分裂し、野党に転じた。新たな与党となったウリ党は、盧大統領の政権運営が失敗したことを主要因とする支持率低下で大統領の任期満了を待たずに解体、大統合民主新党（民主新党）を経て、かつて袂をわかった民主党と2008年に再統合した。
改革勢力が再統合して発足した民主党は2011年12月に市民統合党（親盧派の政治家と市民団体を中心とした政治組織「革新と統合」が結成した政党）や韓国労働組合総連盟（労働組合）と合同し民主統合党に改編（2013年5月4日に党名を「民主党」に改称）。2014年3月には、12年の大統領選挙序盤戦で旋風を巻き起こした安哲秀が結成を進めていた新政治連合準備委員会と統合して新政治民主連合（新政治連合）となったが、主流派である親盧派主導による党運営に反発した安哲秀は同党を離党、2016年1月に新政治連合非主流派議員らと「国民の党」を結成した事で再び分裂。新政治連合は2015年12月に党名を「共に民主党」へ改称し、現在に至っている。
2017年3月に朴槿恵に対する大統領弾劾訴追が認められ、大統領職を失った事により同年5月に繰り上げて行われた大統領選挙で文在寅が勝利したことで、共に民主党は9年ぶりに与党に復帰した。2022年の大統領選挙では李在明を擁立したが、国民の力の尹錫悦に敗れ、下野した。その後、2025年6月に行われた大統領選挙で前回に引き続いて立候補した李在明が国民の力の金文洙を破って勝利した結果、3年ぶりに与党へ復帰。
| 主な 支持基盤 | 党名           | 年             | 概要 |
| ------------- | -------------- | -------------- | --- |
| 全羅道        | 平和民主党     | 1987年〜1991年 | 統一民主党を離党した金大中が結成。 |
| 全羅道        | 民主党         | 1991年〜1995年 | 新民主連合党[注釈 8] と民主党[注釈 9] が統合して結成。 |
| 全羅道        | 新政治国民会議 | 1995年〜2000年 | 民主党を脱党した東橋洞系議員が結成。 |
| 全羅道        | 新千年民主党   | 2000年〜2008年 | 国民会議を母体として結成、後に民主党に改称。 |
| 全羅道        | 開かれたウリ党 | 2004年〜2007年 | 民主党内の親盧武鉉派が結成。 |
| 全羅道        | 大統合民主新党 | 2007年〜2008年 | ウリ党の後継政党 |
| 全羅道        | 民主党         | 2008年〜2011年 | 民主新党と民主党が合併。発足直後は「統合民主党」を名乗っていた。 |
| 全羅道        | 民主統合党     | 2011年〜2014年 | 民主党と市民統合党及び韓国労総（労働組合）が合同して結成。2013年5月に党名を「民主党」に改称                                                                                 |
| 全羅道        | 共に民主党     | 2014年〜       | 民主党と新政治連合（結党準備委員会）が合同して結成。2015年12月までは「新政治民主連合」を名乗っていた[12]。                                                                  |
| 全羅道        | 国民の党       | 2016年〜2018年 | 新政治民主連合を離党した安哲秀と彼を支持する同党出身議員によって結成。2018年2月に正しい政党と統合して「正しい未来党」を結成。これに反対する一部議員は「民主平和党」を結成。 |
| 全羅道        | 民生党         | 2020年〜       | 全羅道を基盤とする民主平和党の他、正しい未来党や代案新党など社会保守主義性向が強い政党が合同して結成。                                                                      |
| 全羅道        | ヨルリン民主党 | 2020年〜2022年 | 共に民主党を離党した一部グループが結成した政党。進歩性向が強い。2022年1月、共に民主党に合流。                                                                               |
| 全羅道        | 祖国革新党     | 2024年～       | 文在寅政権で法務部長官を務めた曺国が結成した政党。親文（親文在寅）傾向が強い。                                                                                              |

### 進歩政党
社会主義や社会民主主義を提唱する進歩政党は、南北分断と朝鮮戦争で強化された反共主義と民主化後の政党体制を規定した地域主義に阻まれ、活動を制約されてきた。しかし、金大中政権の下で推進された太陽政策等による政界や国民の政治意識における反共主義の緩和と進歩的志向が強い386世代の台頭で活動が活発化、二票制（地域区と比例代表で個別に分離して投票を行う方式）の導入で比例代表の議席配分方法が政党に投じた得票に比例して配分 する方式に改正された2004年総選挙では労働組合（民主労総）が主体となって2000年に結成された民主労働党（民労党）が院内進出に成功したが、地域主義に依拠した二大政党の壁に阻まれて、少数派に留まっている。
民労党は親北路線の色彩が強い対北朝鮮政策に反発したグループが2008年に進歩新党を結成したことで分裂、2008年総選挙で支持を大きく減らす結果となった。2011年12月、国民参与党（盧武鉉大統領の側近であった柳時敏を中心とする親盧勢力によって2010年1月に結成）及び統合連帯（正式名称「新しい進歩統合連帯」。進歩新党を脱党した魯会燦や沈相奵及び趙承洙によって結成された政治グループ）と合同して統合進歩党を結成、2011年4月の国会議員補欠選挙と2012年の総選挙では最大野党の民主統合党と選挙協力（野圏連帯）を行った。しかし、比例候補予備選不正事件 をきっかけとした党内抗争により進歩党反主流派が離党したことで分裂。反主流派は新たに進歩正義党（のちに正義党へ党名変更）を結成した。その後、進歩党が2014年12月に憲法裁判所の宣告によって解散 されたことで、国会に議席を持つ進歩政党は正義党のみとなっていたが、2024年の総選挙では正義党が議席を失い、旧進歩党主流派が主体となって結成された進歩党が議席を得た。
| 主な 支持基盤       | 党名       | 年             | 概要 |
| ------------------- | ---------- | -------------- | --- |
| 労働運動や 社会運動 | 民衆党     | 1990年〜1992年 | 在野の活動家によって結成。 |
| 労働運動や 社会運動 | 民主労働党 | 2000年〜2011年 | 全国民主労働組合総連盟（労働組合）を母体として発足。                                                                                                  |
| 労働運動や 社会運動 | 統合進歩党 | 2011年〜2014年 | 民労党と参与党及び統合連帯の3党派が合同して結成。2014年12月に憲法裁判所の宣告によって解散。                                                           |
| 労働運動や 社会運動 | 進歩新党   | 2008年〜2013年 | 民労党の親北路線に批判的な勢力が結成。 |
| 労働運動や 社会運動 | 社会党     | 1998年〜2013年 | 青年進歩党が前身。社会的共和主義を掲げる政党。 |
| 労働運動や 社会運動 | 正義党     | 2012年〜       | 統合進歩党離党派が結成。結成当初は「進歩正義党」を名乗っていた。2024年の総選挙では全議席を失い、院外政党に転落。2025年5月に「民主労働党」に党名改称。 |
| 労働運動や 社会運動 | 労働党     | 2013年〜       | 2012年に進歩新党と社会党が合同したのち、2013年7月に現党名に改称。                                                                                     |
| 労働運動や 社会運動 | 進歩党     | 2017年〜       | 2014年に強制解散された統合進歩党の関係者を中心として結成。2020年6月までは「民衆党」を名乗っていた。                                                   |

## 特徴
民主化以降における政党制の特徴として、頻繁な政党の離合集散による政党制の流動化、主要政党の地域政党化現象、が挙げられる。

### 頻繁な政党の離合集散
民主化以前の権威主義体制においても離合集散はあったが、民主化以降は大統領選挙や国会議員選挙などを節目として頻繁に行われるようになった。民主化が実現した1987年以降、今日まで同一政党名を維持している政党は皆無で、7回行われた国会議員選挙（1988年、1992年、1996年、2000年、2004年、2008年、2012年）に、2回以上連続して候補者を擁立し且つ2名以上の当選者を出した政党は、4党（ハンナラ党、自由民主連合、新千年民主党、民主労働党）に過ぎない。
離合集散が頻繁な理由として、次の4点が指摘できる。
1. 主要政党は大統領（候補）を目指す有力政治家が資金や党人事・公薦公認を通じて党運営全体を司る「私党」的性格が強く、有力政治家の思惑によって選挙や政権の代わり目ごとに政党が改編されてきた。
2. 大統領選挙に際し、有力政治家が集票組織としての政党結成や、候補者選定を巡る有力政治家同士の対立を原因とする党分裂の事例が多い。
3. （国会議員選挙で）議会の多数派を確保することに失敗した大統領与党が多数派を確保すべく、群小政党の統合や無所属議員を取り込んで政党を改編してきた。
4. 主要政党間に政治的理念や主張などにあまり大きな違いが無く、政党同士の統合に対するハードルが低い。

まず1の事例では、1987年大統領選挙に出馬した金大中が、平和民主党（平民党）→民主党→新政治国民会議（国民会議）→新千年民主党（民主党）と次々に自らが代表（総裁）を務める政党を改編したケースが代表的である。次に2の事例では、1987年大統領選挙に出馬した金鍾泌が結成した新民主共和党（共和党）や1992年大統領選挙出馬に出馬した鄭周永（現代グループ総帥）が結成した統一国民党。そして金泳三候補との候補者一本化交渉に失敗した金大中が結成した平民党、新韓国党（金泳三政権与党）における候補者選挙に敗れた李仁済が結成した国民新党などを挙げることができる。3の事例は、1990年に當時の与党民正党と野党の民主党と共和党が合同して結成された民主自由党が代表的事例である。また野党側でも与党に対抗する形で1991年に新民主連合党（平民党から改編した政党）と民主党（群小政党）が統合して結成された新「民主党」などの事例がある。

### 主要政党の地域政党化

第22代総選挙地域区結果地図。共に民主党(青色）は西部で、国民の力（赤）は東部で議席を分け合う形になった事が分かる。

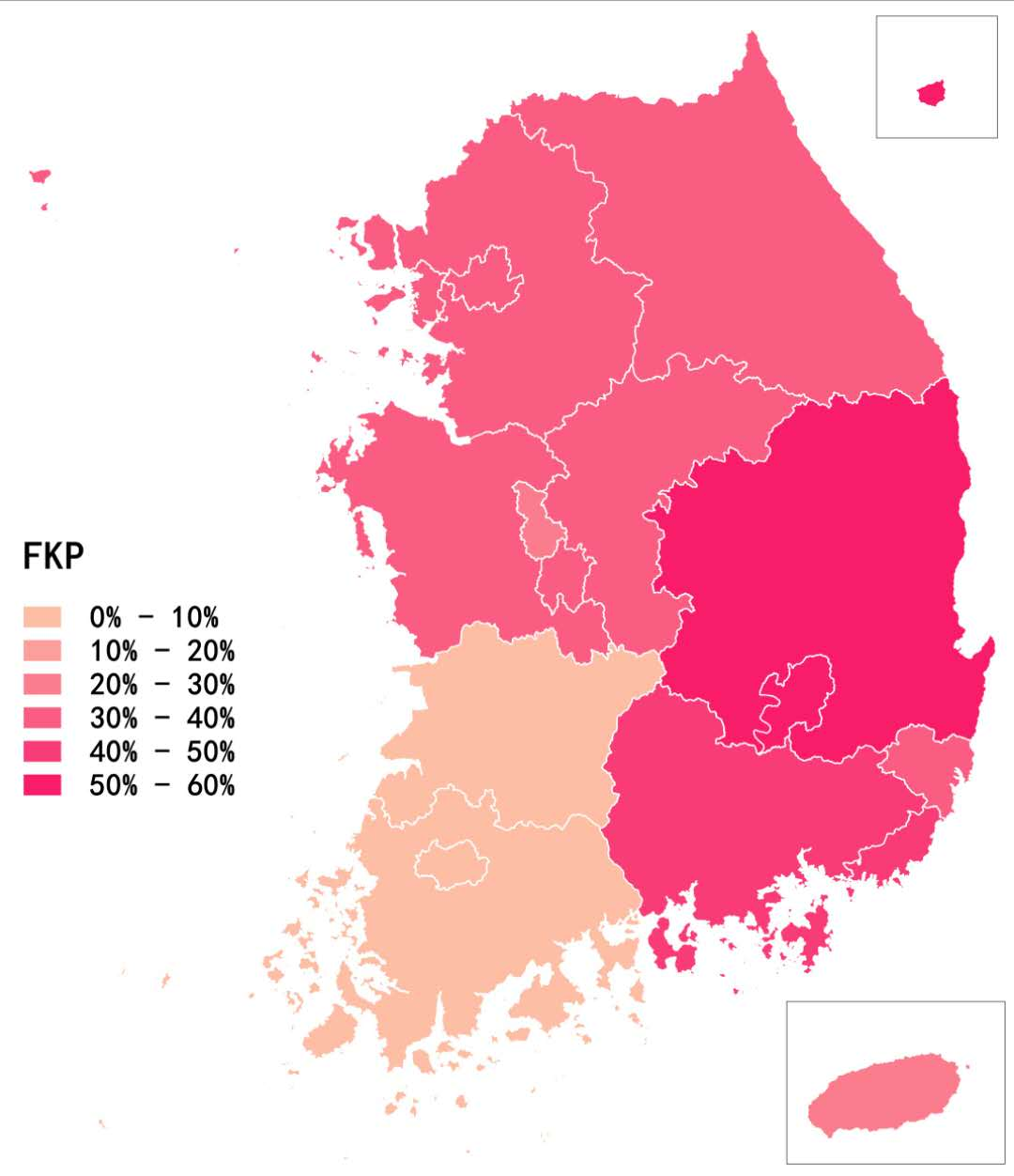
第21代総選挙比例代表、未来韓国党（未来統合党の比例政党)の市道別支持強弱地図。東南部、特に大邱や慶尚北道を中心に高い支持が得た事が分かる

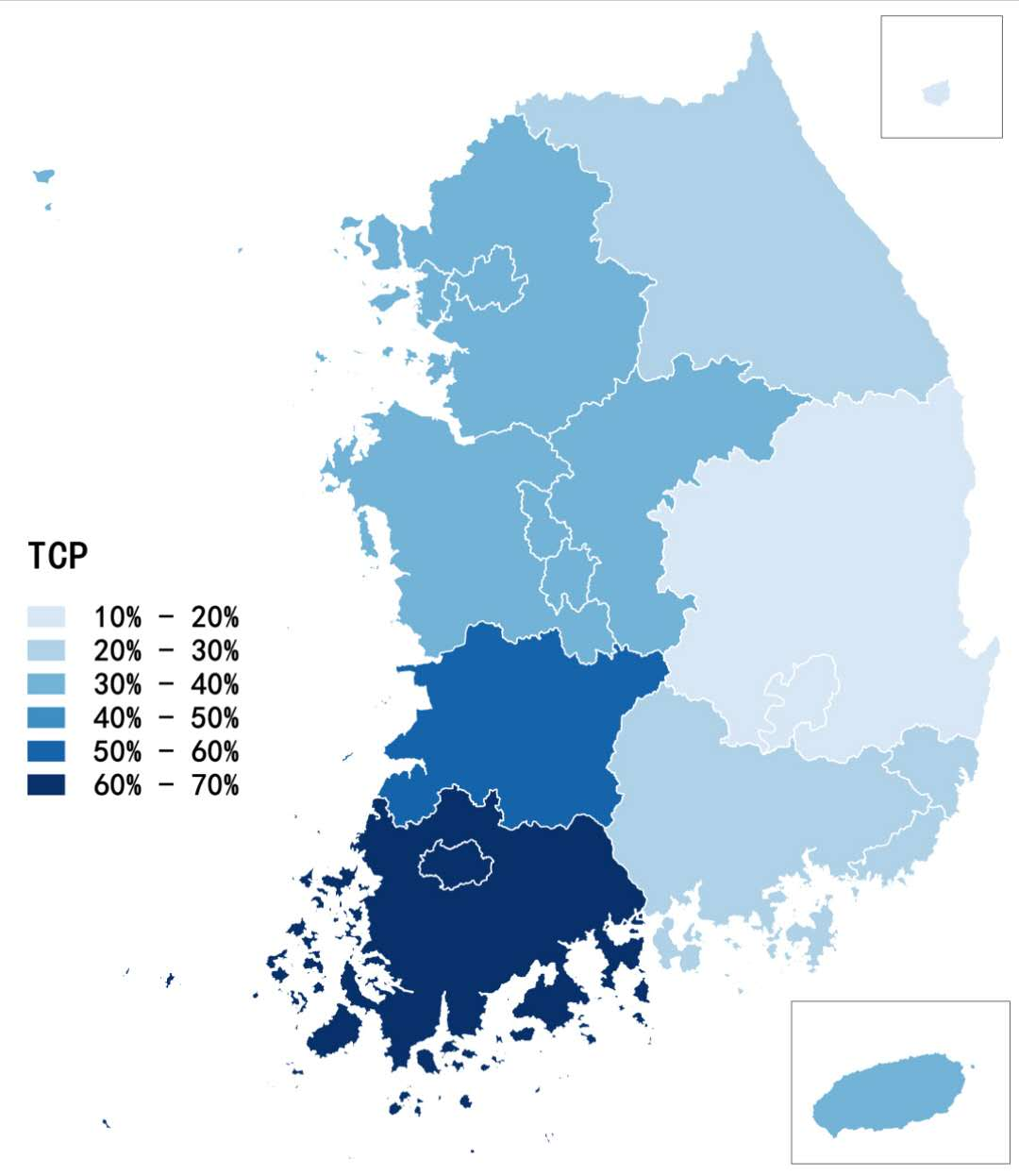
第21代総選挙比例代表、共に市民党（共に民主党の比例政党）の市道別支持強弱地図。南西部の光州や全羅南道・北道を中心に高い支持が得た事が分かる

民主化後の韓国政治は、嶺南地方や湖南地方などにおける地域主義が対立軸となり、主要政党の支持基盤は地域的に偏在し地域政党化している。なおこの場合における地域主義はある地域における特定政党への没票（大量得票）、対立地域を支持基盤とする政党や候補への拒否となって現れる。

#### 背景
地域主義が生じた原因として、第三共和国時代に形成された「嶺南地域」と「湖南地域」の地域対立（東西対立）が指摘されている。これは同時代に進められた社会資本整備や経済開発において東西両地域で格差が生じたこと、政治エリートの登用においても朴正熙大統領の出身地である嶺南地域出身者が重要視されたことが背景にある。そして大統領選挙において野党が「湖南冷遇論」を主張して湖南地域での支持を拡大しようとしたことに対抗して、朴政権側も嶺南地域で対抗動員を展開したことで政治面における東西対立が形成されることになった。朴政権の跡を継いだ全斗煥政権においても同様の傾向が続いただけでなく、同政権の発足過程において湖南地域の中心都市である光州市で大規模な民主化運動が発生し、それを武力弾圧（光州事件）したことと、首謀者とされた金大中が死刑判決を受けたことも、湖南地域における反嶺南感情を悪化させる要因となった。

#### 地域主義の表面化
こうして醸成された東西対立は民主化実現によって、「民主化」という政治勢力間の最大争点が消滅し、これに代わる新たな対立軸が形成されない状況下で一気に表面化することになった。
分断国家であるが故の政治的主義・主張に対する制約、政府による政策決定過程の独占で政党間の競合や国民の政治参加の経験が充分に蓄積されず、政党間で政治的主義・主張や政策面で独自性を競うことは困難となった。そのため、民主化後に初めて行われた大統領選挙に立候補した1盧3金（盧泰愚・金泳三・金大中・金鍾泌）は各自の出身地を中心とした地縁に依拠した選挙運動を行わざるを得なかった。こうして地縁に依拠した選挙運動が行われた結果、従来からの東西対立を更に細分化させ、地域対立を激化させることになった。この対立図式のまま（民主化後）初めての総選挙に突入し、小選挙区中心の選挙制度 が採用されたことも相まって、彼らを領袖とする主要政党がその地盤地域で排他的な強さを誇示する地域割拠的政党制が成立することになった。
地域割拠主義的政党制が成立した結果、自分たちの政党が地域主義から政策に転換しても、他の政党が地域主義を採り続けた場合、そのまま縁故地域での票を総取りしてしまう一方で、自分たちの政党は地域主義戦略を取らないので一方的に損する結果になるという囚人のジレンマが生じる懸念から、各党は政策を争点とした選挙への転換が難しくなり、地域主義が継続してそのまま定着する事となった。

### 理念・政策対立の浮上と地域主義
地域主義が民主化以降の韓国政党制を左右してきたため、主要政党は基本的に穏健保守で政策的な違いが小さく、選挙では候補者や政党の地域的縁故のみが問われ、政党間における政策論争が占める割合は非常に小さかった。しかし、盧武鉉政権の発足、第17代国会では改革政党でありながら進歩的傾向が強い386世代が多数を占めるウリ党が躍進、進歩政党である民主労働党も院内に進出したことで、政党間での政策的な違いが表面化。対北朝鮮や対アメリカに代表される外交政策や、構造改革によって生じた社会の両極化に対する経済政策など政策面での新たな対立軸が浮上、政治理念的の違いによる国内対立が生じるようになった。その対立軸に沿う形で、与野党間での政策論争が活発化し、地域主義が後退し、政党の全国政党化も進むようになった。
また2011年10月のソウル市長補欠選挙にて普遍的福祉を掲げる市民運動出身の朴元淳が当選したことは、当時の二大政党であったハンナラ党と民主党にも政策的な変化を及ぼすことになった。ハンナラ党はセヌリ党に党名改称したうえで従来の成長主義一辺倒から非正規労働者の差別是正や福祉拡大など路線を修正。一方の民主党は市民運動勢力や労働組合と合同して民主統合党を結成し、無償給食実施や健康保険の範囲拡大、従来は反対していた非正規雇用の原則使用禁止など政策面で進歩的な色合いが強い政党となった。
強固とされてきた全羅道の地域主義については、2003年に金大中が引退後、以前の大統領選挙において見られた80%（絶対得票率 での数字）を越えるような圧倒的な得票（モルピョ）を維持することは困難となっている他、国会議員選挙においても2008年選挙以降は同地域を地盤とする政党の絶対得票率が大幅に低下していることが確認されている。これは、2003年の民主党分裂とウリ党結成が全羅道地域住民に失望感を与えたことや、2012年総選挙における統合進歩党との全国的な選挙協力が地域政党（民主統合党）以外の政党に投票しやすい環境を作ったこと、地域政党であり続ける民主党に対する嫌気が生じていることが指摘されている。
2014年7月の国会議員再補選では全羅南道において保守系政党（セヌリ党）の候補が民主化以降初となる当選を果たした他、2015年4月再補選では光州市で無所属候補が改革政党（新政治民主連合）の候補者を大差で破って当選、2016年4月総選挙では改革政党（共に民主党）が強固な地盤であるはずの全羅道において大敗、セヌリ党候補が初めて連続当選するなど、前述の指摘を裏付ける結果となった。しかし2020年の総選挙では改革政党が全羅道でほぼ全勝、保守政党も慶尚道でほぼ全勝する結果となり、再び地域主義が復活する形となった。
一方で首都圏（ソウル市・仁川市・京畿道）における有権者数の増加と配分された地域区の議席比率が高くなった結果、地方よりも首都圏での戦いが重視される様になってきた。首都圏は地域主義が相対的に薄く、保守政党と改革政党（若しくは進歩政党）の主戦場となり、選挙の毎に結果が揺れ動いてきた。しかし2016年以降の総選挙では保守政党が敗北する結果が続いており、強固な地盤である嶺南地方で圧勝しても総議席数では進歩政党に及ばない状況となっている。また進歩政党は地域区議席数の大部分を首都圏で占めるようになっており、新たな地域主義（首都圏は進歩政党支持）を指摘する声もある。

### 非民主的な政党構造
「頻繁な政党の離合集散」でも指摘したように、民主化後の主要政党は地域感情を背景として強い影響を有していた三金の「私党」で、彼らが資金・人事・公認権を通じて党運営を牛耳っていた。
これは1988年の国会議員選挙以降、特定地域における排他的支持基盤を持つ政党公薦の有無、つまり選挙における国会議員候補の公薦権を有する領袖の支持の有無が候補者の当落を左右するようになった結果、多くの議員や候補者達は政党領袖の意向に従うようになったためである。そのため党の構造は中央集権的な構造で民主的機能が弱かった。
近年、総裁職の廃止、大統領と党代表職の兼任禁止、最高委員会を中心とする集団指導体制導入、大統領候補や国会議員候補の選出過程における一般有権者参加型の制度導入など、大統領（候補）の影響力を弱め、より党の自立性を強化する改革 が行われた。党改革により、これまでの上意下達式の候補者決定から下意上達式の候補者決定になったことで、2002年大統領選挙において、湖南政党である民主党における党内基盤が脆弱であった嶺南地域出身の盧武鉉が党外有権者の支持を得て同党の大統領候補に選出された。しかしその後の民主党（と後継政党）は、党のアイデンティティ低下と深刻なリーダーシップ不在を招く結果となり、政治学者の一部からは一連の党改革が党のリーダーシップの低下、党組織の形骸化を招き、韓国政党制による民主主義を悪化させたと指摘する声もある。

### 政党不信
2011年11月に新聞社が実施した世論調査では「韓国の政党政治と代議政治が民意を代弁しているか」との問いに対し80%以上の人が「代弁できていない」と回答、ハンナラ党と民主党の両党体制が変化する必要性に対しても7割の人が共感するなど、政党政治への不信感を強く持っていることが改めて示される結果となった。こうした状況下、2011年10月のソウル市長補選では政党に属さない朴元淳が与党候補を押さえて当選を果たした他、2012年大統領選挙では政党に所属せず政治経験が無かったベンチャー企業創始者の安哲秀が既成政党に不満を持つ無党派層の幅広い支持を集めるなど、無党派旋風が巻き起こった（最終的には立候補を辞退）。
大統領選挙後、2013年4月の国会議員補欠選挙で政界入りした安哲秀は独自の政治活動を展開。彼が新党を結成した場合を想定した各種世論調査では、最大野党である民主党を上回っていた。2014年1月、3月をめどに新党を結成、6月に予定されている統一地方選挙に参加することを表明。選挙の結果次第では保守と進歩を中心とした従来の政党体制に大きな変化が生じる可能性も指摘されていた が、新党結成を目前にした3月2日、民主党と統合新党を結成することを表明。結果、地方選挙における政党構図はセヌリ党と統合新党による二者対決構図となった。韓国において有力な第三党が育たない背景として、既存政党に有利な政治制度のほか、限界と制約を克服し結果を生み出せない政治家自身の力量不足を指摘する声がある。

## 政党法制
韓国における政党の法的根拠は大韓民国憲法第8条で定められている。また政党に関する詳細な規定については 「政党法」（정당법） で定められている。

### 憲法上の規定
憲法第8条1項において複数政党制と政党設立の自由が定められているが、2項において政党の目的・組織・活動については民主的でなければならないと規定されている。またこれに反した場合には政府が憲法裁判所に提訴して、憲法裁判所の審判で当該政党を解散できることを4項で規定している。このように韓国の政治体制である自由民主主義体制に反する政党（具体的には共産主義政党）の存在を認めない法的根拠を示している。この規定に基づいて2014年12月19日、憲法裁判所は統合進歩党に対して解散を宣告した。
- 大韓民国憲法第8条
  - 1項「政党の設立は自由で、複数政党制が保障される」
  - 2項「政党は、その目的、組織及び活動が民主的でなければならず、国民の政治的意思形成に参与するのに必要な組織を有しなければならない」
  - 4項「政党の目的又は活動が、民主的基本秩序に違背するときは、政府は、憲法裁判所にその解散を提訴することができ、政党は、憲法裁判所の審判により解散される」

### 政党法
韓国における政党法規は、1946年2月に米軍政庁が公布した米軍政法令第55号「政党に関する布告」が最初であり、「政治活動に従事する者を3人以上有している団体」を政党として規定していた。その後5・16軍事クーデター（1961年5月）で政権を握った軍部（国家再建最高会議）が政党の成立要件について細かく規定した政党法を初めて制定、1962年12月26日の第三共和国憲法公布に続く、同月31日に公布した。以後、1969年、1972年、1973年、1980年、1988年、1989年、1993年、1997年、2000年、2004年、2005年、2008年、2010年、2012年、2013年に部分改正が行なわれ現在に至っている。
- 政党法
  - 第1条（目的）：この法は政党が国民の政治的意思形成に参加するのに必要な組織を確保して政党の民主的な組織と活動を保障することで民主政治の健全な発展に寄与することを目的とする。
  - 第2条（定義）：この法で“政党”とは 国民の利益のために責任ある政治的主張や政策を推進して公職選挙における候補者を推薦または支持することで国民の政治的意思形成に参加することを目的とした国民の自発的組職を言う。
  - 第3条（構成）：政党は首都に所在する中央党と特別市・広域市・道にそれぞれ所在する市道党（以下 “市・道党”という）で構成される。

### 政党の成立と解散
政党法では、政党成立について第4条1項で「中央党（党本部）が中央選挙管理委員会（以下、中央選管）に登録することで成立する」と規定されている。

#### 成立要件
登録に際しては広域市（仁川・釜山・大邱・蔚山・光州・大田）と道（京畿道、忠清北道、忠清南道、全羅北道、全羅南道、慶尚北道、慶尚南道、済州特別自治道）の5箇以上に市・道党を設置（第17条）、市・道党には1千人以上の法定党員（第18条1項）を有している。この二つの要件を満たすことが条件となっている。
- 政党法第4条（成立）
  - 1項「政党は、中央党が中央選挙管理委員会に登録することで成立する」
  - 2項「1項の登録には第17条及び第18条の要件を具備していなければならない」
- 政党法第17条（法定市・道党数）
  - 「政党は、5以上の市・道党を有しなければならない」
- 政党法第18条（市・道党の法定党員数）
  - 1項「市・道党は1千人以上の党員を有しなければならない」
  - 2項「第1項の規定による法定党員数に該当する数の党員は当該市・道党の管轄区域中に住所を置かなければならない」

なお2004年までは、中央党と国会議員選挙地域区を単位とする地区党で構成されていたが、地区党を維持するための財政的負担の大きさや地区党委員長による地区党の私物化など弊害が指摘されたため、2004年3月の法改正で地区党が廃止され、新たに中央党と広域市・道に設置される市道党によって構成されることとなった。有給事務職員についても、中央党では100人以内、市道党でも総計で100人以内に抑えるように定められている（第30条第1項）。

#### 政党登録取消し
政党登録は、前述の憲法規定（憲法第8条4項）以外に、法定要件を満たさなかった場合（44条1項1号）、設立から4年間一度も国会や地方の議会・首長選挙に参加しない場合（44条1項2号）に、中央選管によって登録が取り消される。
- 政党法第44条（登録の抹消）：
  - 1項：政党が次の各号のいずれか一つに該当する時は当該選挙管理委員会はその登録を取り消す。
    - 1号「第17条（法定市・道党）及び第18条（市・道党の法定党員数）の要件を具備することが出来なくなった場合（以下省略）」
    - 2号「最近4年間、国会議員総選挙又は任期満了による地方自治団体の長の選挙又は市・道議会議員選挙に参加しないとき」

登録取り消しについては2014年1月まで「国会議員総選挙に参加して議席を得る事が出来ず、有効投票総数の100分の2以上を得票することが出来ない時」（44条3項）の規定もあり、2012年4月に行われた19代国会議員選挙では進歩新党や「国民の考え」及び創造韓国党など18政党の登録が取り消された。しかし同規定に対しては、群小政党を中心に政党活動を阻害する規定であるとの指摘がなされ、19代総選挙で登録取消しされた進歩新党や緑色党など3党は中央党登録取消処分取消請求をソウル行政裁判所に提起。訴えを受けた行政裁判所側は第44条の2%未満取消規定について憲法違反に当たる可能性があるとして、憲法裁判所に判断をゆだねる決定をした。2014年1月28日、憲法裁判所は2%未満取消規定について裁判官全会一致で違憲判決を下した。

### 類似名称の禁止
党名については既存の創立準備委員会や政党で使用されている名称と類似する名称は使用できない。
- 政党法第41条（類似名称などの使用禁止）
  - 1項「この法律により設立された政党でなければその名称に政党であることを表示する文字を使用することはできない。」
  - 2項「憲法裁判所の決定によって解散した政党の名称と同じ名称は、政党の名称として再び使用することができない」
  - 3項「創党準備委員会及び政党の名称（略称を含む）は、すでに申告された創党準備委員会及び登録された政党が使用している名称と明確に区別されなければならない」
  - 4項「第44条（登録の抹消）第1項の規定のため登録抹消された政党の名称と同じ名称は登録取り消し日から最初に行われる任期満了による国会議員選挙の選挙日まで政党の名称として使用することはできない」

4項で登録取消日から初めて実施される任期満了による国会議員選挙まで取消政党の名称を党名として使用することを禁止していたが、2014年1月、44条の2%未満取消し規定と同様に憲法裁判所裁判官の全員一致で違憲の判断が下されている。

### 予算決算委員会
中央党には、政党の予算と決算及び会計監査を確認するための予算決算委員会を設置しなければならない（第29条第2項）。

### 政策研究所の設置
国庫補助金を受ける政党は政策能力を強化するため政策研究所（シンクタンク）を別途法人として設置することも定められている（第38条）。2016年8月現在、セヌリ党と共に民主党、国民の党、正義党の四党が政策研究所を有している。
| 政党名     | 政策研究所名                  | 法人登録日     | url  |
| ---------- | ----------------------------- | -------------- | ---- |
| セヌリ党   | 汝矣島研究所 여의도연구소     | 2004年12月3日  | あり |
| 共に民主党 | 民主政策研究院 민주정책연구원 | 2008年9月5日   | あり |
| 国民の党   | 国民政策研究院 국민정책연구원 | 2016年3月9日   | なし |
| 正義党     | 進歩正義研究所 진보정의연구소 | 2012年12月11日 | なし |

出典：정책연구소（政策研究所）、정책・공약 알리미（政策・公約お知らせ）。2015年1月22日閲覧

### 党員
選挙権を有する者は、政党の発起人及び党員になることができると政党法で規定されているが、以下の職種に従事する者は発起人及び党員になることはできない（政党法第22条第1項）。また韓国国民でない者も党員となることはできない（第22条第2項）。
1. 大学教授を除いた初中高等学校の教員
2. 大統領・国務総理・国務委員・国会議員・地方議員、選挙によって就任した地方自治団体長、国会議員補佐官・秘書官・秘書、国会交渉団体の政策研究委員を除いた公務員

## 政党への国庫補助と政治資金
憲法第8条3項で政党に対する国庫補助金支給が明記されている。また現行の政治資金法によると、政治資金は党員が納める党費・後援金（後援会の会員が後援会に納入する金銭など）・寄託金（政治資金を政党に寄付しようとする個人・法人・団体が選挙管理委員会に寄託した金銭など）・国庫補助金・後援会（中央党・市道支部・個人）による集金から成り立っている。政党への国庫補助金は、国会議員選挙で有効投票総数の2%以上の得票を得た政党に支給され、金額はその政党の議席数・得票率などの基準によって決定されている。一方で、政治資金については公開の原則に基づいて中央党と地区党や後援会は、政治資金の支出入を会計帳簿に記録して毎年選挙管理委員会に報告することが義務づけられており、その内容は国民に公開されることも定められている。
- 憲法第8条第3項
  - 政党は法律の定めるところにより、国の保護を受け、国は法律の定めるところにより、政党運営に必要な資金を補助することができる。